# Хенри Джон Темпъл, лорд Палмерстън
Хенри Джон Темпъл, трети виконт Палмерстън (на английски: Henry Temple, 3rd Viscount Palmerston) (1784 – 1865), известен още като лорд Палмерстън, е английски държавник, дълги години ръководил отбраната и външната политика на страната. На два пъти е министър-председател на Обединеното кралство. От 1807 г. до смъртта си през 1865 г. Хенри Джон Темпъл почти без прекъсване е част от кабинета на правителството. Той започва политическата си кариера като част от торите, но я завършва като либерал.
Хенри Темпъл се помни най-вече с водената от него британска външна политика в период, в който империята е в своя апогей. Той служи последователно като държавен секретар по външните работи (министър на външните работи) и премиер-министър. Част от мерките, които той предприема през този период и които получават името либерален интервенционизъм, са доста спорни и се обсъждат и до днес.

## Министър на външните работи
След като през пролетта на 1828 г. се оказва в опозиция, лорд Палмерстън започва да се занимава по-тясно с външнополитически дела. Публичните му речи по въпроса му носят популярност и покана да се завърне в кабинета. Преговорите с премиера херцог Уелингтън обаче се провалят. През 1830 г. министър-председател става граф Грей, който съвсем очаквано кани лорд Палмерстън да стане секретар (министър) на външните работи. Новият първи дипломат започва да работи с много енергия, а влиянието, което постепенно натрупва, го задържа на поста общо 20 години (1830 – 1834, 1835 – 1841 и 1846 – 1851). При преговорите с чужди правителства той често прибягва до заплаха за решаване на спора със сила.

### Белгийска независимост
Първата важна задача за лорд Палмерстън е да се справи с въпроса за Белгийската независимост. По това време територията на днешна Белгия е част от Нидерландия и през 1830 г. белгийците повеждат гражданска война. По молба на холандския крал Вилем I Великите сили се събират на конференция в Лондон, за да разрешат въпроса. Разпределението на силите е следното: скандинавските страни подкрепят Холандия и изявяват желание да се намесят в нейна полза; от другата страна е Франция, която застава зад белгийците и също е готова да влезе в конфликта. Много от белгийските революционери открито се обявяват за съюз с Франция, което би нарушило баланса на силите в Европа. При вземането на решение лорд Палмерстън отчита тези фактори заедно с тесния съюз между Франция и Великобритания. Решението му е да се подкрепи независимостта на Белгия, а в случай че несъгласните страни решат да използват сила, те ще срещнат обединената мощ на Франция и Великобритания. Обаче в случай че Франция реши да анексира Белгия, то Обединеното кралство ще оттегли своята подкрепа и французите ще се окажат изолирани и без съюзници. Така потенциалният европейски военен конфликт е предотвратен, като е запазен и дотогавашният баланс на силите на континента. Белгия получава своята независимост, а принц Леополд I, вдовец на британска принцеса, е поставен на белгийския трон.

### Испанска династическа криза
В периода 1843 – 1846 въпросът за омъжването на испанската инфанта Исабела прераства във външнополитически въпрос и дори династична криза, при която се сблъскват интересите на Испания, Франция и Англия. Френският външен министър Гизо настоява женихът на Исабела да е от испанските Бурбони, а на сестра ѝ Луиза Фернанда – от френските Бурбони. Англия в лицето на лорд Палмерстън обаче отхвърля френското предложение и подкрепя брак с братовчед на принц Алберт, т.е. сродяване с династията Сакс-Кобург-Гота. Англичаните дори се позовават на Утрехтския договор, според който не се допускат бракове между френски и испански Бурбони, като тайните им намерения са да усилят британското либерално влияние, като подкрепят прогресистите в Испания, стремящи се да възстановят конституцията от Кадис. Консервативните испански и френски правителства обаче не допускат това и в крайна сметка на 10 октомври 1846 г. има две сватби: на Исабела и херцога на Кадис и на Луиза Фернанда за Антоан Орлеански, херцог Монпансие (най-малкият син на крал Луи-Филип). Това възстановява династическата връзка между Испания и Франция.